# Wygoda (gromada w powiecie zambrowskim)
Wygoda – dawna gromada, czyli najmniejsza jednostka podziału terytorialnego Polskiej Rzeczypospolitej Ludowej w latach 1954–1972.
Gromady, z gromadzkimi radami narodowymi (GRN) jako organami władzy najniższego stopnia na wsi, funkcjonowały od reformy reorganizującej administrację wiejską przeprowadzonej jesienią 1954 do momentu ich zniesienia z dniem 1 stycznia 1973, tym samym wypierając organizację gminną w latach 1954–1972.
Gromadę Wygoda z siedzibą GRN w Wygodzie utworzono – jako jedną z 8759 gromad – w powiecie łomżyńskim w woj. białostockim, na mocy uchwały nr 18/V WRN w Białymstoku z dnia 4 października 1954. W skład jednostki weszły obszary dotychczasowych gromad Wygoda, Modzele Stare, Modzele Skudosze i Polki oraz grunty Skarbu Państwa „Czerwony Bór“ o powierzchni 2743,38 ha ze zniesionej gminy Przytuły, grunty Skarbu Państwa „Czerwony Bór“ o powierzchni 1827,89 ha ze zniesionej gminy Kupiski, grunty Skarbu Państwa „Czerwony Bór“ o powierzchni 953,24 ha ze zniesionej gminy Długobórz, grunty Skarbu Państwa „Czerwony Bór“ o powierzchni 3193,96 ha ze zniesionej gminy Śniadowo oraz grunty Skarbu Państwa „Czerwony Bór“ o powierzchni 4655,57 ha ze zniesionej gminy Szumowo w tymże powiecie. Dla gromady ustalono 14 członków gromadzkiej rady narodowej.
13 listopada 1954 roku gromada weszła w skład nowo utworzonego powiatu zambrowskiego.
Gromada przetrwała do końca 1972 roku, czyli do kolejnej reformy gminnej.